# Jealous Lover (Rainbow)
Jealous Lover è un EP dal vivo del gruppo rock britannico Rainbow, pubblicato nel 1981.

## Tracce
1. Jealous Lover (Joe Lynn Turner, Ritchie Blackmore) - 3:10
2. Weiss Heim (Blackmore) - 5:10
3. Can't Happen Here (Blackmore, Roger Glover) - 5:02
4. I Surrender (Russ Ballard) - 4:01